# PEC in het seizoen 1952/53
Het seizoen 1952/1953 was het 42e jaar in het bestaan van de Zwolse voetbalclub PEC. De club kwam uit in de Tweede Klasse Oost A.

## Wedstrijdstatistieken

### Tweede Klasse A
| Rigtersbleek                                            |                 |               |                 |
|                                                         | PEC             | 3 – 6 (? – ?) | vv Rigtersbleek |
| 25 mei 1953 Plaats: Zwolle Gemeentelijk Sportpark       |                 |               |                 |
|                                                         | vv Rigtersbleek | 3 – 1 (? – ?) | PEC             |
| 5 oktober 1952 Plaats: Enschede Sportpark Rigtersbleek  |                 |               |                 |
| Alcides                                                 |                 |               |                 |
|                                                         | PEC             | 1 – 3 (? – ?) | MVV Alcides     |
| 26 april 1953 Plaats: Zwolle Gemeentelijk Sportpark     |                 |               |                 |
|                                                         | MVV Alcides     | 2 – 1 (? – ?) | PEC             |
| 7 juni 1953 Plaats: Meppel Sportpark Alcides            |                 |               |                 |
| Tubantia                                                |                 |               |                 |
|                                                         | PEC             | 0 – 1 (0 – ?) | HVV Tubantia    |
| 10 mei 1953 Plaats: Zwolle Gemeentelijk Sportpark       |                 |               |                 |
|                                                         | HVV Tubantia    | 1 – 3 (? – ?) | PEC             |
| 28 december 1952 Plaats: Hengelo Sportpark De Waarbeek  |                 |               |                 |
| Oldenzaal                                               |                 |               |                 |
|                                                         | PEC             | 1 – 6 (? – ?) | VV Oldenzaal    |
| 7 december 1952 Plaats: Zwolle Gemeentelijk Sportpark   |                 |               |                 |
|                                                         | VV Oldenzaal    | 2 – 2 (? – ?) | PEC             |
| 17 mei 1953 Plaats: Oldenzaal Het Heuveltje             |                 |               |                 |
| Z.A.C.                                                  |                 |               |                 |
|                                                         | PEC             | 4 – 0 (? – 0) | ZAC             |
| 28 september 1952 Plaats: Zwolle Gemeentelijk Sportpark |                 |               |                 |
|                                                         | ZAC             | 2 – 3 (? – ?) | PEC             |
| 6 april 1953 Plaats: Zwolle Sportpark Veerallee         |                 |               |                 |
| Eilermark                                               |                 |               |                 |
|                                                         | PEC             | 4 – 4 (? – ?) | GVV Eilermark   |
| 2 november 1952 Plaats: Zwolle Gemeentelijk Sportpark   |                 |               |                 |
|                                                         | GVV Eilermark   | 2 – 3 (? – ?) | PEC             |
| 12 april 1953 Plaats: Glanerbrug Sportpark Eilermark    |                 |               |                 |
| Achilles '12                                            |                 |               |                 |
|                                                         | PEC             | 3 – 1 (? – ?) | Achilles '12    |
| 12 oktober 1952 Plaats: Zwolle Gemeentelijk Sportpark   |                 |               |                 |
|                                                         | Achilles '12    | 2 – 3 (? – ?) | PEC             |
| 1 maart 1953 Plaats: Hengelo Sportpark 't Wilbert       |                 |               |                 |
| Hengelo                                                 |                 |               |                 |
|                                                         | PEC             | 4 – 2 (? – ?) | HVV Hengelo     |
| 22 februari 1953 Plaats: Zwolle Gemeentelijk Sportpark  |                 |               |                 |
|                                                         | HVV Hengelo     | 3 – 1 (? – ?) | PEC             |
| 14 september 1952 Plaats: Hengelo Sportpark De Waarbeek |                 |               |                 |
| Labor                                                   |                 |               |                 |
|                                                         | PEC             | 2 – 1 (? – ?) | DVV Labor       |
| 23 november 1952 Plaats: Zwolle Gemeentelijk Sportpark  |                 |               |                 |
|                                                         | DVV Labor       | 4 – 0 (? – 0) | PEC             |
| 14 mei 1953 Plaats: Deventer Sportpark Labor            |                 |               |                 |
| Borne                                                   |                 |               |                 |
|                                                         | PEC             | 3 – 1 (? – ?) | BVV Borne       |
| 8 maart 1953 Plaats: Zwolle Gemeentelijk Sportpark      |                 |               |                 |
|                                                         | BVV Borne       | 1 – 2 (? – ?) | PEC             |
| 26 oktober 1952 Plaats: Borne Sportpark 't Wooldrik     |                 |               |                 |

## Statistieken PEC 1952/1953

### Eindstand PEC in de Nederlandse Tweede Klasse 1952 / 1953
| Stand | Gespeeld | Gewonnen | Gelijk | Verloren | Punten | Doelpunten voor | Doelpunten tegen |
| ----- | -------- | -------- | ------ | -------- | ------ | --------------- | ---------------- |
| 4e    | 20       | 10       | 2      | 8        | 22     | 44              | 47               |

### Punten per tegenstander
|       | Rigtersbleek | Alcides | Tubantia | Oldenzaal | Z.A.C. | Eilermark | Achilles '12 | HVV Hengelo | Labor | Borne |
| ----- | ------------ | ------- | -------- | --------- | ------ | --------- | ------------ | ----------- | ----- | ----- |
| Thuis | 0            | 0       | 0        | 0         | 2      | 1         | 2            | 2           | 2     | 2     |
| Uit   | 0            | 0       | 2        | 1         | 2      | 2         | 2            | 0           | 0     | 2     |

### Doelpunten per tegenstander
|       | Rigtersbleek | Alcides | Tubantia | Oldenzaal | Z.A.C. | Eilermark | Achilles '12 | HVV Hengelo | Labor | Borne | Totaal |
| ----- | ------------ | ------- | -------- | --------- | ------ | --------- | ------------ | ----------- | ----- | ----- | ------ |
| Thuis | 3            | 1       | 0        | 1         | 4      | 4         | 3            | 4           | 2     | 3     | 25     |
| Uit   | 1            | 1       | 3        | 2         | 3      | 3         | 3            | 1           | 0     | 2     | 19     |
|       |              |         |          |           |        |           |              |             |       |       | 44     |